# Tulpar

Tulpar

Tulpar je šedý či rudý okřídlený kůň v turkické mytologii, který je často osedlán různými hrdiny. O tulparovi se vyprávělo že je potomkem mořského hřebce, jako hříbě nehezký či přímo ošklivý a vyhublý kvůli ubohému krmení, ale jeho kvality jsou rozpoznány díky vnitřnímu zraku hrdiny.
Podobá se dalším okřídleným mytickým koním jako je řecký pegas, arabský burák nebo čínský čchollima.

## Symbolika
Dva tulparové jsou umístěny na kazašském státním znaku.

Státní znak Kazachstánu